# Armeria pungens
Armeria pungens conhecida por Cravo-das-areias é uma espécie de planta com flor pertencente à família Plumbaginaceae. 
A autoridade científica da espécie é (Link) Hoffmanns. & Link, tendo sido publicada em Fl. Portug. [Hoffmannsegg] 1: 439. [1813-1820].

## Portugal
Trata-se de uma espécie presente no território português, nomeadamente em Portugal Continental nas regiões costeiras a sul do rio Tejo.
Em termos de naturalidade é nativa da região atrás indicada.

## Protecção
Não se encontra protegida por legislação portuguesa ou da Comunidade Europeia.